# Magnet (glasbena skupina)
Magnet (tudi Magneti) je slovenska glasbena skupina iz Prekmurja, ki je nastala pomladi 1973. Skupino so ustanovili Jože Gerenčer (bobni, vokal), Jože Glažar (kitara, glavni vokal), Jože Ružič (vodja skupine, bas kitara, vokal) in Jože Vukan (klaviature, vokal).
Leta 1974 je v skupini prišlo že do prve spremembe. Bobnarja Jožeta Gerenčerja je zamenjal Drago Tavčar. Skupina je v tistih letih med drugim nastopala na takrat najuglednejšem plesišču v vzhodni Sloveniji, v gostišču Šinjor v Martjancih. Istega leta so pričeli z izvajanjem lastnih skladb. Nastali sta »Monika« in »Juliška«, ki ju je napisal Jože Glažar, vendar ju niso posneli.
Leta 1975 se je zgodila druga sprememba v sestavi skupine. Jožeta Glažarja je zamenjal Jože Gerič (glavni vokal, trobenta). Leta 1975/76 je Tavčarja v času služenja vojaškega roka nadomeščal Danilo Karba. Leta 1976 je Jožeta Vukana zamenjal Jože Grlec (klaviature). Istega leta so se odločili za spremembo, začeli so spremljati številne znane soliste. Prvi s katerim so začeli sodelovati je bil Ivo Mojzer. Leta 1977 so se člani zasedbe prvič odpravili v London po novo glasbeno opremo. Leta 1978 je Grleca zamenjal Laci Györek, po treh letih pa je skupina ponovno dobila kitarista, Srečka Merklina, ki ga je leto kasneje zamenjal Branko Sapač - Sančo.
Do naslednjih sprememb v skupini je prišlo ponovno v začetku leta 1980, ko sta se skupini pridružila Marjan Vidic (bobni) in pevec Oliver Antauer, ki je takrat živel v Murski Soboti. Oliver ni ostal dolgo, saj ga je že ob koncu leta zamenjal medžimurski pevec Toni Šafarić, ki se je leta 1982 zaradi velikega števila nastopov in vaj z družino preselil v Mursko Soboto. Leta 1982/83 je prišlo še do zadnjih nadomeščanj zaradi služenj vojaških rokov. Vidica je nadomeščal Miran Celec, Sapača pa Mirko Kovač.
V drugi polovici leta 1982 je Šafarića zamenjal Borut Kocjan, poleti 1983 se je skupini pridružil bobnar Branko Battisti. Leta 1985 je Kocjana, ki se je zaradi službenih obveznosti preselil v Bangkok, zamenjal pevec Borut Sešek. 
V obdobju od 1976 do 1986 je skupina delovala kot spremljevalni ansambel za spremljanje dvajsetih solistov, med katerimi so bili Ivo Mojzer, Neda Ukraden, Zlatko Pejaković, Darko Domijan, Oto Pestner, Alfi Nipič, Andrej Šifrer, Edvin Fliser, Marijan Smode, Vladimir Savčić-Čobi (ex Pro Arte), Jasna Zlokić, Đurđica Barlović (ex Novi fosili), Marjan Miše (ex Crveni koralji), Moni Kovačič, Branka Kraner, Tatjana Dremelj in drugi. Magneti so takrat nastopali po Jugoslaviji, Avstriji, Nemčiji in Švici.
6. decembra 1986 je prišlo do velikih sprememb, saj so se skupini pridružili Boris Vučkič (klaviature), Vlado Mičev (bobni) iz ptujske skupine Komet pa je prišel pevec Miha Balažič. V tej zasedbi so se fantje odločili, da bodo začeli snemati pesmi. Leta 1987 so v studiu Akademik v Ljubljani posneli prvo pesem Požeruh, katero je napisal Slavc L. Kovačič.
Prvo kaseto »Bodi srečna Julija« so posneli leta 1988, za njo pa so prejeli srebrno priznanje Založbe kaset in plošč RTV Slovenija. Hiti s te kasete so pesmi »Jutri sin vaš bo postal vojak«, njihova prva uspešnica "Bodi srečna, Julija« in »Moja Majda«. V istem letu jih je Neda Ukraden povabila na enomesečno turnejo po Avstraliji. Tja so se še enkrat vrnili leto pozneje z Vinkom Šimekom, ko je izšla njihova druga kaseta z naslovom »Oženil se bom«, ki je prejela zlato priznanje ZKP RTV Slovenija, na njej pa so uspešnice »Oženil se bom«, »Vrni se domov, Helena«, »Adijo, ljubica« (duet z Nedo Ukraden), »Potujem drugam« in Glažarjeva »Monika«.
Zlati sta bili tudi leta 1990 izdana kaseta »Vsi so venci vejli«, z uspešnicami »Pijmo ga, pijmo«, »Julija«, »Moja Marička«, »Vzemi solzo za spomin« (duet s Simono Weiss) in »Vsi so venci vejli«, ter četrta kaseta »Prstan poklanjam ti«, ki so jo izdali leta 1991 pri založbi Mandarina. Najbolj znane pesmi s te kasete pa so naslovna »Prstan poklanjam ti«, »Danes je tvoj rojstni dan«, »Nasvidenje in srečno pot«, »Poljubi me nežno«, »Poglej mi še enkrat v oči«, »Kje tvoj je objem«, »Daleč v hribu« in »Ona miga«. Poleti istega leta je skupino zapustil Boris Vučkič, njegovo mesto pa je zasedel Gorazd Kozmus. Leta 1992 so izdali album »Polnočni poljub in največje uspešnice«, kjer so med drugimi tudi nove uspešnice »Polnočni poljub«, »Jutri sin slovenski bo vojak«, »Ti si zame rojena« in »Super mix«.
Magnetom so največ uspešnic napisali Jože Ružič, Brendi in Slavc L. Kovačič. Leta 1991 so s pesmijo »Zapojmo, pajdaši« nastopili na Festivalu narečnih popevk v Mariboru in osvojili drugo mesto. Na istem festivalu so s pesmijo »Ne jouči, oče« nastopili tudi leto kasneje.
Leta 1993 se je Magnetom zopet pridružil pevec Oliver Antauer, s katerim je skupina pod vodstvom producenta |Rajka Dujmića (Novi fosili) posnela album »Češnje in dekleta«, na katerem so uspešnice »Ne joči, Marija«, »Mon Cheri«, »Najlepša si ti« in »Žena naj bo doma«. Leta 1993 so nastopili na Festivalu narečnih popevk v Mariboru s pesmijo »Prekmurci smo veseli«. 
20. februarja 1996 je skupina doživela največjo tragedijo, smrtno se je ponesrečil njihov dolgoletni kitarist Branko Sapač, ki ga je zamenjal Ivan Jagec - Fičo, nato pa so si vzeli malo premora.
Septembra 1997 je ponovno prišlo do večjih sprememb. Pridružila se jim je pevka Karmen Sreš, z njo pa so prišli v skupino še Aleš Miholič (kitara), Marjan Vidic (bobni) in Jože Sreš (klaviature). V tej zasedbi so posneli pesmi »V naši vasi« (1997) in »Sedem noči« (1998), nastopili na stoti oddaji »ZOOM« v produkciji Pop TV. Leta 1998 so začeli uspešno sodelovati s Simono Weiss, katero so spremljali na koncertni turneji po športnih dvoranah na kateri je bil gost tudi italijanski pevec Al Bano.
Oktobra 1999 je prišlo ponovno do večjih sprememb. Skupini sta se ponovno pridružila Miha Balažič in Gorazd Kozmus, na bobnih pa je bil Danilo Balog, ki ga je že naslednje leto zamenjal Vlado Mičev.
Skupina je prenehala z delovanjem aprila 2002, ko je Jožetu Ružiču umrl oče.
14. marca 2008 je skupina ponovno nastopila, in sicer v oddaji Na zdravje! na RTV Slovenija ter v silvestrski oddaji televizije AS iz Murske Sobote.
19. aprila 2013 je skupina pripravila koncert ob 40. obletnici nastanka. Predstavila se je v najudarnejši zasedbi, z njimi pa so nastopili tudi bivši pevci in drugi gostje (Ivo Mojzer, Neda Ukraden, ansambel Štrk, Sončna uprava, vokalna skupina Aeternum in Brass band prekmurske godbe Bakovci). Ob tej priložnosti je bil izdan tudi album »Uspešnice« z največjimi hiti skupine. 
Polna športna dvorana v Murski Soboti je botrovala k odločitvi, da so Magneti opravili nekaj dodatnih nastopov. 
Skupaj z Nedo Ukraden in Ivom Mojzerjem so nastopili pred množico obiskovalcev na tradicionalni prireditvi Soboški dnevi.
Marca 2014 so nastopili na koncertnem snemanju TV oddaje Moč glasbe nas združuje
Preostali člani iz tako imenovane udarne zasedbe (Jože Ružič, Miha Balažič, Boris Vučkič in Vlado Mičev) so pa skupaj zadnjič nastopili 19. julija 2014 na Prekmurski noči v Rakičanu.
Skupina se je 29. maja 2021 po 7. letih ponovno zbrala (v postavi Jože Ružič, Miha Balažič, Boris Vučkič, Marjan Vidic in Ivan Aladič) in sicer za televizijsko oddajo Veselo po slovensko (Golica TV).
V letu 2023 so ob 50. letnici ustanovitve skupine nastopili na koncertu Zaigrajmo in zapojmo po domače v Murski Soboti (Jože Ružič in Jože Gerenčer kot edina še živeča ustanovna člana, Miha Balažič, Boris Vučkič ter sin ustanovnega člana Jožeta Glažarja, Jože Glažar ml.).
Svoj zadnji javni nastop so izvedli 3. decembra 2023 na prireditvi Moč glasbe nas združuje v Benediktu (Jože Ružič, Jože Gerenčer, Boris Vučkič in Jože Glažar ml. - Dodo), kjer so prejeli platinasto ploščo za posebne dosežke v glasbeni industriji ter priznanje občine Murska Sobota. Samo za ta dogodek so se jim na odru pridružili vsi pevci, s katerimi so snemali skladbe - Miha Balažič, Oliver Antauer in Karmen Sreš, ki so na pobudo producenta koncerta Denisa Poštraka samo za to priložnost skupaj posneli novo verzijo uspešnice »Adijo, ljubica 2023«
Magneti so v najboljših časih imeli tudi po 140 nastopov na leto, posneli 61 skladb in izdali 7 albumov, ki so bili vsi prodani v srebrni in zlati nakladi. Pod skoraj polovico pesmi so podpisani člani skupine Magnet oz. predvsem Jože Ružič. Od drugih avtorjev pa sta jim največ pesmi napisala Brendi in Slavc L. Kovačič, pisali pa so še Goran Šarac, Suzana Potrč, Edvin Fliser, Simona Weiss, Vojko Sfiligoj, Gorazd Elvič, Janez Hvale, Janez Zmazek, ...

## Uspešnice
- »Jutri sin vaš bo postal vojak« (1988)
- »Oženil se bom« (1989)
- »Monika« (1989)
- »Pijmo ga, pijmo« (1990)
- »Julija« (1990)
- »Vsi so venci vejli« (1990)
- »Prstan poklanjam ti« (1991)
- »Danes je tvoj rojstni dan« (1991)
- »Ti si zame rojena« (1992)
- »Ne joči Marija« (1994)

## Diskografija
- 1988 - Bodi srečna Julija
- 1989 - Oženil se bom
- 1990 - Vsi so venci vejli
- 1991 - Prstan poklanjam ti
- 1992 - Polnočni poljub in največje uspešnice
- 1994 - Češnje in dekleta
- 2013 - Uspešnice